# Lake Butler (Orange County)
Lake Butler is een plaats (census-designated place) in de Amerikaanse staat Florida, en valt bestuurlijk gezien onder Orange County.

## Demografie
Bij de volkstelling in 2000 werd het aantal inwoners vastgesteld op 7062.

## Geografie
Volgens het United States Census Bureau beslaat de plaats een oppervlakte van
53,0 km², waarvan 33,5 km² land en 19,5 km² water.

## Plaatsen in de nabije omgeving
De onderstaande figuur toont nabijgelegen plaatsen in een straal van 16 km rond Lake Butler.